# Momoko Kōchi
Momoko Kōchi (河内 桃子 Kōchi Momoko?), född 7 mars 1932, död 5 november 1998, var en japansk skådespelerska.

## Filmografi i urval
- Godzilla - monstret från havet (1954)
- Jūjin yuki otoko (1955)
- Waga mune ni niji wa kiezu (1957)
- Chikyū bōeigun (1957)
- Oatari tanukigoten (1958)
- Godzilla vs. Destoroyah (1995)